# Cesare Maldini
Cesare Maldini (født 5. februar 1932 i Trieste, død 3. april 2016) var en italiensk fodboldspiller og fodboldtræner.
Cesare Maldini begyndte sin karriere i US Triestina Calcio, men skiftede i 1954 til AC Milan hvor han spillede i 12 år indtil 1966, hvor han skiftede til Torino Calcio, hvor han spillede indtil han sluttede sin karriere i 1967 efter 33 kampe for klubben.
Efter karrieren som aktiv spiller blev Cesare Maldini træner. Han var bl.a. træner for AC Milan i to omgange (1973-74 og 2001), for Parma FC og Italiens fodboldlandshold (1996-98). Han var assistenttræner på det italienske fodboldhold, der vandt VM i fodbold 1982.
Cesare Maldini blev betragtet som en legende og et fodboldikon i AC Milan.[kilde mangler]
Maldini var far til Paolo Maldini, der ligeledes var en succesfuld fodboldspiller.